# Гостицкое сельское поселение
Гостицкое се́льское поселе́ние — муниципальное образование в Сланцевском районе Ленинградской области.
Административный центр — деревня Гостицы.

## Географическое положение
Поселение расположено в юго-западной части Сланцевского района.
- Граничит:
  - на севере: с Сланцевским городским поселением
  - на западе: с Загривским сельским поселением
  - на востоке: с Выскатским сельским поселением
  - на юге: с Гдовским районом Псковской области

По территории поселения проходят автодороги:
- 41К-005 (Псков — Краколье)
- 41К-188 (Гостицы — Большая Пустомержа)
- 41К-801 (Пелеши — Березняк)

Расстояние от административного центра поселения до районного центра — 6 км.

## История
По данным 1990 года центр Пелешского сельсовета был перенесён в деревню Гостицы, а сельсовет переименован в Гостицкий сельсовет.
18 января 1994 года постановлением главы администрации Ленинградской области № 10 «Об изменениях административно-территориального устройства районов Ленинградской области» Гостицкий сельсовет, также как и все другие сельсоветы области, был преобразован в Гостицкую волость.
1 января 2006 года в соответствии с областным законом № 47-оз от 1 сентября 2004 года «Об установлении границ и наделении соответствующим статусом муниципального образования Сланцевский муниципальный район и муниципальных образований в его составе» образовано Гостицкое сельское поселение, в его состав вошла территория бывшей Гостицкой волости, кроме деревень Большие Поля, Каменка, Малые Поля, Печурки, Сосновка, переданных в состав Сланцевского городского поселения.

## Население
| 2006  | 2010  | 2011  | 2012  | 2013  | 2014  | 2015  |
| ----- | ----- | ----- | ----- | ----- | ----- | ----- |
| 1800  | ↘1656 | →1656 | ↘1645 | ↗1653 | ↗1668 | ↘1656 |
| 2016  | 2017  | 2018  | 2019  | 2020  | 2021  | 2023  |
| ↗1665 | ↘1614 | ↘1584 | ↘1573 | ↘1558 | ↘1557 | ↘1525 |
| 2024  | 2025  |       |       |       |       |       |
| ↘1515 | ↗1516 |       |       |       |       |       |

## Состав сельского поселения
На территории поселения находятся 8 населённых пунктов:
| № | Населённый пункт | Тип населённого пункта          | Население    |
| - | ---------------- | ------------------------------- | ------------ |
| 1 | Березняк         | деревня                         | ↘15 (2017)   |
| 2 | Гостицы          | деревня, административный центр | →1176 (2017) |
| 3 | Гостицы          | местечко                        | ↗20 (2017)   |
| 4 | Демешкин Перевоз | деревня                         | ↗106 (2017)  |
| 5 | Пелеши           | деревня                         | ↘21 (2017)   |
| 6 | Подпорожек       | деревня                         | ↗44 (2017)   |
| 7 | Сельхозтехника   | посёлок                         | ↗246 (2017)  |
| 8 | Тухтово          | деревня                         | ↘4 (2017)    |